# Paseo Nuevo de San Sebastián

El Paseo Nuevo de San Sebastián (España) es una emblemática vía peatonal que bordea  el tramo costero a los pies del Monte Urgull ofreciendo unas vistas espectaculares del mar Cantábrico. Este paseo conecta  el final de la calle Aldamar, rodea todo el monte Urgull, pasa por el puerto y finaliza en la trasera del Gran Casino.
La construcción del Paseo Nuevo se llevó a cabo  entre 1916 y 1919, inaugurándose en tres tramos. El primer tramo lo inauguró  La Reina María Cristina.
El Paseo Nuevo es testigo de la interacción entre el mar y la ciudad, consolidándose como uno de los lugares más emblemáticos de San Sebastián.

## Descripción
Desde finales del siglo XIX el Ayuntamiento de San Sebastián anhelaba construir un paseo costero a los pies del monte Urgull  pero la pertenencia del monte Urgull y su castillo al ramo de Guerra lo hacían inviable.
Desde 1872, el Ayuntamiento realizó continuos intentos de recuperación del monte para la ciudad, pero siempre con la negativa por respuesta. La persistencia de Fermín Lasala, que era Ministro de Fomento, obtuvo la declaración oficial de Alfonso XII manifestando que es voluntad de su majestad se le autorice (a la ciudad) para construir un paseo en la parte inferior del monte Urgull previa la aprobación del correspondiente plano.
Tirso Jarauta, ingeniero del Ayuntamiento, realizó en 1881 los planos para un paseo alrededor del monte, de 14 metros de ancho, y José Goicoa lo completó prolongándolo sobre el Muelle. El proyecto quedó en suspenso por el alto coste de la obra frente a otras necesidades más urgentes.
A comienzos del siglo XX, era evidente el nulo valor militar del Castillo, si bien allí seguían los cuarteles de infantería . En esta ocasión fue Fermín Calbetón, que era Ministro de Fomento, quien impulsó de nuevo el proyecto.
La lenta burocracia y los diferentes intereses implicados, Ministerio del Ejército, Ayuntamiento de San Sebastián e intereses urbanísticos hizo que se paralizara el proyecto.
Ramón Echagüe, que era el nuevo ministro de Guerra,  impulsó el proyecto y en diciembre de 1914, sin producirse la venta del monte por parte del Ministerio del Ejército, se dictó una real orden autorizando al Ayuntamiento de la ciudad de San Sebastián para la ejecución por su cuenta de un paseo de uso público de 15 metros de anchura con vistas constantes al mar por sus lados norte y oeste....
La financiación de la obra provendría de la tasa que pagaba el Casino a la ciudad.
El nuevo proyecto. Iba firmado por el ingeniero Luis Balanzat y el arquitecto municipal Juan Rafael  Alday.
El contratista de las obras fue Lorenzo Arteaga, quien supo llevar a cabo la difícil tarea de su construcción a pie del acantilado en condiciones que debieron ser realmente extremas, cortando la peña a fuerza de pico y dinamita y elevando desde el mar muros de 10 metros con 6 metros de grosor en la base y 2 en coronación.
Comenzaron las obras en abril de 1915 y en poco más de un año habían construido 450 metros, inaugurando el primer tramo el 10 de julio de 1916 por la Reina María Cristina.
El siguiente año realizarían 400 metros más, llegando hasta la explanada de la ermita.  Los últimos 320 metros del paseo hasta las escaleras de bajada al Muelle fueron los más complicados finalizando en 1919.
El último tramo del paseo de los Curas que enlaza con el Aquarium no se realizó hasta 1922.

## Denominaciones
En primera instancia se le bautizó como Paseo del Príncipe de Asturias, aunque con la llegada de la República se le cambió el nombre a Paseo de la República, y finalmente, por el de Primo de Rivera.
Sin embargo los donostiarras siempre lo han conocido como el Paseo Nuevo, que oficializó éste nombre en 1979.